# Ernesto Leopoldo d'Assia-Rheinfels-Rotenburg
Ernesto Leopoldo d'Assia-Rotenburg (Langenschwalbach, giugno 1684 – Rotenburg an der Fulda, 29 novembre 1749) fu langravio d'Assia-Rotenburg dal 1725 fino alla sua morte.

## Biografia
Ernesto Leopoldo era figlio del langravio Guglielmo d'Assia-Rotenburg (1648 – 1725) e di sua moglie, Maria Anna di Löwenstein-Wertheim-Rochefort (1652 – 1688). Alla morte del padre nel 1725 il giovane Ernesto Leopoldo succedette al trono paterno col nome formale di Ernesto II Leopoldo e durante gli anni della sua reggenza egli viene in particolar modo ricordato per essere stato il costruttore della residenza di caccia di Blumenstein. Nel 1739 fu il primo ad approvare nei confini dei propri domini una scuola ed un cimitero ebraici che divenne la base poi di una delle più note e prospere comunità ebraiche dell'Assia.

## Discendenza
Sposò sua cugina Eleonora di Löwenstein-Wertheim (1686 – 1753), a Francoforte il 9 novembre 1704 da cui ebbe dieci figli:
- Giuseppe, Principe Ereditario d'Assia-Rotenburg (1705-1744), sposò Cristina di Salm (1707-1775), senza eredi in linea maschile;
- Polissena (1706-1735), sposò nel 1724 il re Carlo Emanuele III di Savoia (1701-1773);
- Guglielmina Maddalena (nata e morta nel 1708);
- Guglielmo (1708-1708);
- Sofia (1709-1711);
- Francesco Alessandro (1710-1739), morto nella Battaglia di Grocka;
- Eleonora Filippina (1712-1759), sposò il conte palatino Giovanni Cristiano Giuseppe del Palatinato-Sulzbach (1700-1733);
- Carolina (1714-1741), sposò nel 1728 il duca Luigi-Enrico di Borbone-Condé (1692-1740);
- Costantino, Langravio d'Assia-Rotenburg (1716-1778);
- Cristina (1717-1778), sposò nel 1740 il principe Luigi Vittorio di Savoia-Carignano (1721-1778). Entrambi furono bisnonni di re Carlo Alberto di Savoia

## Ascendenza
|                                                   |                                                     |                                        | Genitori                                   |  |  | Nonni |  |  | Bisnonni                |  |  | Trisnonni                   |  |
|                                                   |                                                     |                                        |                                            |  |  |       |  |  | Maurizio d'Assia-Kassel |  |  | Guglielmo IV d'Assia-Kassel |  |
|                                                   |                                                     |                                        |                                            |  |  |       |  |  | Maurizio d'Assia-Kassel |  |  | Guglielmo IV d'Assia-Kassel |  |
|                                                   |                                                     | Sabina di Württemberg                  |                                            |  |  |       |  |  | Maurizio d'Assia-Kassel |  |  |                             |  |
| Ernesto d'Assia-Rheinfels                         |                                                     |                                        |                                            |  |  |       |  |  | Maurizio d'Assia-Kassel |  |  |                             |  |
|                                                   |                                                     | Giuliana di Nassau-Dillenburg          | Giovanni VII di Nassau-Siegen              |  |  |       |  |  |                         |  |  |                             |  |
|                                                   |                                                     | Giuliana di Nassau-Dillenburg          | Giovanni VII di Nassau-Siegen              |  |  |       |  |  |                         |  |  |                             |  |
|                                                   |                                                     | Giuliana di Nassau-Dillenburg          | Maddalena di Waldeck                       |  |  |       |  |  |                         |  |  |                             |  |
| Guglielmo d'Assia-Rotenburg                       |                                                     | Giuliana di Nassau-Dillenburg          |                                            |  |  |       |  |  |                         |  |  |                             |  |
|                                                   |                                                     | Filippo Reinardo I di Solms-Hohensolms | …                                          |  |  |       |  |  |                         |  |  |                             |  |
|                                                   |                                                     | Filippo Reinardo I di Solms-Hohensolms | …                                          |  |  |       |  |  |                         |  |  |                             |  |
|                                                   |                                                     | Filippo Reinardo I di Solms-Hohensolms | …                                          |  |  |       |  |  |                         |  |  |                             |  |
| Maria Eleonora di Solms-Hohensolms                |                                                     | Filippo Reinardo I di Solms-Hohensolms |                                            |  |  |       |  |  |                         |  |  |                             |  |
|                                                   |                                                     | Elisabetta di Wied                     | …                                          |  |  |       |  |  |                         |  |  |                             |  |
|                                                   |                                                     | Elisabetta di Wied                     | …                                          |  |  |       |  |  |                         |  |  |                             |  |
|                                                   |                                                     | Elisabetta di Wied                     | …                                          |  |  |       |  |  |                         |  |  |                             |  |
| Ernesto Leopoldo d'Assia-Rheinfels-Rotenburg      |                                                     | Elisabetta di Wied                     |                                            |  |  |       |  |  |                         |  |  |                             |  |
|                                                   | Giovanni Teodorico di Löwenstein-Wertheim-Rochefort | …                                      |                                            |  |  |       |  |  |                         |  |  |                             |  |
|                                                   | Giovanni Teodorico di Löwenstein-Wertheim-Rochefort | …                                      |                                            |  |  |       |  |  |                         |  |  |                             |  |
|                                                   | Giovanni Teodorico di Löwenstein-Wertheim-Rochefort | …                                      |                                            |  |  |       |  |  |                         |  |  |                             |  |
| Ferdinando Carlo di Löwenstein-Wertheim-Rochefort | Giovanni Teodorico di Löwenstein-Wertheim-Rochefort |                                        |                                            |  |  |       |  |  |                         |  |  |                             |  |
|                                                   |                                                     | Josine von der Marck                   | …                                          |  |  |       |  |  |                         |  |  |                             |  |
|                                                   |                                                     | Josine von der Marck                   | …                                          |  |  |       |  |  |                         |  |  |                             |  |
|                                                   |                                                     | Josine von der Marck                   | …                                          |  |  |       |  |  |                         |  |  |                             |  |
| Maria Anna of Löwenstein-Wertheim-Rochefort       |                                                     | Josine von der Marck                   |                                            |  |  |       |  |  |                         |  |  |                             |  |
|                                                   |                                                     | Egon VIII di Fürstenberg-Heiligenberg  | Federico di Fürstenberg-Heiligenberg       |  |  |       |  |  |                         |  |  |                             |  |
|                                                   |                                                     | Egon VIII di Fürstenberg-Heiligenberg  | Federico di Fürstenberg-Heiligenberg       |  |  |       |  |  |                         |  |  |                             |  |
|                                                   |                                                     | Egon VIII di Fürstenberg-Heiligenberg  | Elisabetta di Sulz                         |  |  |       |  |  |                         |  |  |                             |  |
| Anna Maria Fürstenberg-Heiligenberg               |                                                     | Egon VIII di Fürstenberg-Heiligenberg  |                                            |  |  |       |  |  |                         |  |  |                             |  |
|                                                   |                                                     | Anna Maria di Hohenzollern-Hechingen   | Giovanni Giorgio di Hohenzollern-Hechingen |  |  |       |  |  |                         |  |  |                             |  |
|                                                   |                                                     | Anna Maria di Hohenzollern-Hechingen   | Giovanni Giorgio di Hohenzollern-Hechingen |  |  |       |  |  |                         |  |  |                             |  |
|                                                   |                                                     | Anna Maria di Hohenzollern-Hechingen   | Francesca di Salm-Neufville                |  |  |       |  |  |                         |  |  |                             |  |
|                                                   |                                                     | Anna Maria di Hohenzollern-Hechingen   |                                            |  |  |       |  |  |                         |  |  |                             |  |